# Unione Sportiva Città di Palermo 1999-2000
Questa voce raccoglie le informazioni riguardanti l'Unione Sportiva Città di Palermo nelle competizioni ufficiali della stagione 1999-2000.

## Stagione
La preparazione precampionato si è svolta a Pedara, alle falde dell'Etna in terra di Sicilia.
L'evento principale dell’annata 1999-2000 è il passaggio delle quote societarie dall'imprenditore locale Giovanni Ferrara a Franco Sensi, all'epoca presidente della Roma. In un primo momento, a manifestare l'intento di rilevare la società rosanero era stato l'8 febbraio Flavio Briatore, in seguito ad un incontro con lo stesso patron Ferrara avuto già il 18 gennaio scorso a Milano e ad una "segretissima" trattativa, per la cessione della società a un acquirente, che il quotidiano de La Repubblica ha svelato dieci giorni dopo. Lo stesso Briatore avrebbe goduto dell'appoggio tecnico-organizzativo dapprima della Juventus e poi, eventualmente, pure del Milan, dati i buoni rapporti con i dirigenti sportivi Luciano Moggi, Antonio Giraudo e Adriano Galliani. Per evitare che il Palermo entrasse nelle orbite bianconera e rossonera, i presidenti della Lazio, della Fiorentina, del Perugia e della Roma (ovvero, rispettivamente, Sergio Cragnotti, Vittorio Cecchi Gori, Luciano Gaucci e appunto Sensi), formarono una società col compito di rilevare la proprietà della squadra. Alla fine, però, viste le esitazioni dei suoi compagni d'affari, fu il solo Sensi a completare l'acquisto, il 3 marzo 2000. Flavio Briatore, nel frattempo, si era ritirato dalla trattativa d'acquisizione due giorni prima. Come vicepresidente era stato scelto Giuseppe D'Antoni, fratello del neopresidente Sergio.
Il rinnovo della proprietà comportò anche, qualche giornata più tardi, il cambiamento della guida tecnica in panchina, con l'avvicendamento da Massimo Morgia a Giuliano Sonzogni. Con l'arrivo dell'allenatore Bergamasco si mise in atto una sorta di mini rivoluzione: Sonzogni mise fuori squadra quei calciatori ritenuti vicini all'ex allenatore Morgia (vedi Fortini e Leto).  Il 20 giugno successivo si ufficializzò un nuovo logo societario, realizzato dallo studio grafico di Ferruccio Barbera, figlio del presidente del Palermo nel decennio 1970-1980 Renzo Barbera.
Frattanto, sotto il profilo sportivo, il club lottò a lungo per un posto nei play-off per una possibile promozione in Serie B, al terzo anno consecutivo di Serie C1, mancato soltanto per peggiore differenza reti rispetto all'Arezzo, quinto classificato, di Serse Cosmi e, soprattutto, dopo aver perso 1-0 contro la Nocerina alla penultima giornata: a nulla è valso il 3-0 sulla Fidelis Andria la partita successiva. La squadra, tuttavia, ha avuto la miglior difesa del girone B del campionato con 23 reti subite. Luca Puccinelli è stato infortunato per tutto il girone d'andata.
In Coppa Italia la compagine venne eliminata nella prima fase a gironi, dove il neoacquisto Giacomo Lorenzini segnò 5 gol, laureandosi capocannoniere dei rosanero nella stessa competizione.
Nella Coppa Italia di Serie C la squadra è esentata dalla prima fase a gironi, poiché era impegnata nel frattempo alla disputa della Coppa Italia maggiore, entrando quindi in gioco nella fase ad eliminazione diretta, dritto ai sedicesimi di finale, dove però è già eliminata a opera del Catania: con due pareggi, 2-2 all'andata a Palermo e 0-0 al ritorno a Catania, sono i catanesi a passare il turno, per via della regola dei gol fuori casa.

## Divise e sponsor
La maglia era rosanero.
Lo sponsor ufficiale, invece, diventa Telepiù.
Per questa stagione lo sponsor tecnico è Kronos.

## Organigramma societario[10]
Area direttiva
- Azionista di maggioranza: nessuno, poi Franco Sensi
- Presidente: Giovanni Ferrara, poi Sergio D'Antoni
- Vice Presidente: Giovanni Vizzini, poi Giuseppe D'Antoni
- Addetto stampa: Franco Scaturro, poi nessuno
- Segretario: Salvatore Francoforte, poi nessuno

Area tecnica
- Direttore Sportivo: Antonio Schio, poi Giorgio Perinetti
- Team manager: Giovanni Pecoraro, poi nessuno
- Capo osservatori: Gaetano Troja, poi nessuno
- Dirigente accompagnatore legale: Avv. Giuseppe Conti
- Responsabile settore giovanile: nessuno, poi Rosario Argento
- Allenatore: Massimo Morgia, poi Giuliano Sonzogni
- Allenatore in seconda: Alessandro Madocci, poi Zangara
- Preparatore dei portieri: Emilio Zangara
- Magazzinieri: Paolo Minnone, Marcello Gariffo, Pasquale Castellana

Area sanitaria
- Medico sociale: dr. Roberto Matracia
- Preparatore atletico: prof. Vincenzo Teresa
- Fisioterapista: Cosimo Cannas
- Massaggiatori: Rosario Panci, Enrico Virtuoso

Area comunicazione
- Addetto stampa: Franco Scaturro

## Rosa
| N. |                     | Ruolo | Calciatore             |
| -- | ------------------- | ----- | ---------------------- |
|    | Italia (bandiera)   | P     | Sebastiano Luca Aprile |
|    | Italia (bandiera)   | P     | Giuseppe La Spisa      |
|    | Italia (bandiera)   | P     | Vincenzo Sicignano     |
|    | Germania (bandiera) | D     | Giuseppe Antonaccio    |
|    | Italia (bandiera)   | D     | Alessandro Cicchetti   |
|    | Italia (bandiera)   | D     | Simone Fortini         |
|    | Italia (bandiera)   | D     | Giuseppe Gioeli        |
|    | Italia (bandiera)   | D     | Giovanni Ignoffo       |
|    | Italia (bandiera)   | D     | Andrea Lisuzzo         |
|    | Italia (bandiera)   | D     | Vincenzo Montalbano    |
|    | Italia (bandiera)   | D     | Armando Perna          |
|    | Italia (bandiera)   | D     | Mirko Taccola          |
|    | Italia (bandiera)   | C     | Antonino Barraco       |
|    | Italia (bandiera)   | C     | Vincenzo Bevo          |
|    | Italia (bandiera)   | C     | Davide Bombardini      |
|    | Italia (bandiera)   | C     | Luigi Bugiardini       |
|    | Italia (bandiera)   | C     | Maurizio Ciaramitaro   |
|    | Italia (bandiera)   | C     | Girolamo D'Alessandro  |
|    | Italia (bandiera)   | C     | Andrea Fattizzo        |
|    | Italia (bandiera)   | C     | Filippo Furiani        |

| N. |                   | Ruolo | Calciatore              |
| -- | ----------------- | ----- | ----------------------- |
|    | Italia (bandiera) | C     | Riccardo Illario        |
|    | Italia (bandiera) | C     | Valerio Leto            |
|    | Italia (bandiera) | C     | Pasquale Logiudice      |
|    | Italia (bandiera) | C     | Giovanni Martusciello   |
|    | Italia (bandiera) | C     | Cristiano Mortari       |
|    | Italia (bandiera) | C     | Giorgio Olivari         |
|    | Italia (bandiera) | C     | Carmine Passalacqua     |
|    | Italia (bandiera) | C     | Pasquale Suppa          |
|    | Italia (bandiera) | A     | Fabio Algeri            |
|    | Italia (bandiera) | A     | Pietro Clemente         |
|    | Italia (bandiera) | A     | Andrea D'Amblè          |
|    | Italia (bandiera) | A     | Alessandro Frau         |
|    | Italia (bandiera) | A     | Pietro Davide Dell'Orzo |
|    | Italia (bandiera) | A     | Firmino Elia            |
|    | Italia (bandiera) | A     | Giacomo Lorenzini       |
|    | Italia (bandiera) | A     | Luca Lugnan             |
|    | Italia (bandiera) | A     | Gaetano Mancino         |
|    | Italia (bandiera) | A     | Mattia Mastrolilli      |
|    | Italia (bandiera) | A     | Luca Puccinelli         |
|    | Italia (bandiera) | A     | Giovanni Sorce          |

## Calciomercato

### Sessione estiva
| Acquisti | Acquisti    | Acquisti | Acquisti |
| R.       | Nome        | da       | Modalità |
| -------- | ----------- | -------- | -------- |
| A        | Luca Lugnan | Catania  |          |

| Cessioni | Cessioni       | Cessioni | Cessioni |
| R.       | Nome           | a        | Modalità |
| -------- | -------------- | -------- | -------- |
| D        | Armando Perna  | Udinese  |          |
| A        | Andrea D'Amblè | Acireale |          |

### Sessione invernale
| Acquisti | Acquisti              | Acquisti  | Acquisti |
| R.       | Nome                  | da        | Modalità |
| -------- | --------------------- | --------- | -------- |
| D        | Alessandro Cicchetti  | Catanzaro |          |
| D        | Mirko Taccola         | PAOK      |          |
| C        | Vincenzo Bevo         | Catanzaro |          |
| C        | Riccardo Illario      | Livorno   |          |
| C        | Giovanni Martusciello | Genoa     |          |
| A        | Firmino Elia          | Crotone   |          |
| A        | Mattia Mastrolilli    | Chievo    |          |

| Cessioni | Cessioni            | Cessioni   | Cessioni |
| R.       | Nome                | a          | Modalità |
| -------- | ------------------- | ---------- | -------- |
| D        | Giuseppe Gioeli     | Pergocrema |          |
| D        | Giovanni Ignoffo    | Marsala    |          |
| C        | Andrea Fattizzo     | Lanciano   |          |
| C        | Pasquale Logiudice  | Catanzaro  |          |
| C        | Carmine Passalacqua | Nardò      |          |
| A        | Giacomo Lorenzini   | Crotone    |          |

## Risultati

### Serie C1

#### Girone di andata
| Arbitro: | Maselli (Lucca) |

|                |           |  |
| Montalbano 47’ | Marcatori |  |

| Arbitro: | Griselli (Livorno) |

|  |           |             |
|  | Marcatori | 56’ Furiani |

| Palermo 19 settembre 1999, ore 16:00 3ª giornata | Palermo         | 0 – 0 referto | Giulianova | Stadio La Favorita\| Arbitro: \| Maselli (Lucca) \| |
| Arbitro:                                         | Maselli (Lucca) |               |            |                                                     |

| Arbitro: | Ponzalli (Firenze) |

|               |           |  |
| Guarnieri 49’ | Marcatori |  |

| Arbitro: | M. Mazzoleni (Bergamo) |

|                            |           |                   |
| Olivari 6’ Lugnan 25’, 95’ | Marcatori | 28’ L. Pellegrini |

| Arbitro: | Cuttica (Alessandria) |

|  |           |               |
|  | Marcatori | 79’ Lorenzini |

| Palermo 17 ottobre 1999, ore 15:30 7ª giornata | Palermo             | 0 – 0 referto | Juve Stabia | Stadio La Favorita\| Arbitro: \| Angrisani (Salerno) \| |
| Arbitro:                                       | Angrisani (Salerno) |               |             |                                                         |

| Marsala 24 ottobre 1999, ore 15:30 8ª giornata | Marsala             | 0 – 0 referto | Palermo | Stadio Municipale\| Arbitro: \| Carlucci (Molfetta) \| |
| Arbitro:                                       | Carlucci (Molfetta) |               |         |                                                        |

| Arbitro: | Dattilo (Locri) |

|                              |           |  |
| Lorenzini 2’ Frau 91’ (rig.) | Marcatori |  |

| Arbitro: | Ardito (Bari) |

|                        |           |  |
| Ottolina 51’ Gallo 76’ | Marcatori |  |

| Arbitro: | Trefoloni (Siena) |

|  |           |         |
|  | Marcatori | 5’ Elia |

| Arbitro: | Ciampi (Pisa) |

|              |           |                             |
| Bernardi 29’ | Marcatori | 61’ (rig.), 80’ (rig.) Frau |

| Arbitro: | Morganti (Ascoli Piceno) |

|            |           |           |
| Lugnan 53’ | Marcatori | 11’ Manca |

| Arbitro: | Belloli (Bergamo) |

|                |           |  |
| Montalbano 71’ | Marcatori |  |

| Arbitro: | Cavuoti (Vasto) |

|            |           |                |
| Turchi 49’ | Marcatori | 70’ Bombardini |

| Arbitro: | Rizzoli (Bologna) |

|                   |           |  |
| Lugnan 90’ (rig.) | Marcatori |  |

| Andria 6 gennaio 2000, ore 14:30 17ª giornata | Fidelis Andria     | 0 – 0 referto | Palermo | Stadio Degli Ulivi\| Arbitro: \| Niccolai (Livorno) \| |
| Arbitro:                                      | Niccolai (Livorno) |               |         |                                                        |

#### Girone di ritorno
| Arbitro: | Cruciani (Pesaro) |

|               |           |                   |
| Tiribocchi 6’ | Marcatori | 7’ Frau 19’ Suppa |

| Arbitro: | Pieri (Genova) |

|  |           |               |
|  | Marcatori | 29’ E. Baggio |

| Arbitro: | Giannoccaro (Lecce) |

|                                                  |           |  |
| Cicconi 18’, 77’ Lo Pinto 71’ De Vito 87’ (rig.) | Marcatori |  |

| Arbitro: | Amato (Castellammare di Stabia) |

|                   |           |             |
| Lugnan 33’ (rig.) | Marcatori | 59’ Zerbini |

| Gualdo Tadino 6 febbraio 2000, ore 14:30 22ª giornata | Gualdo               | 0 – 0 referto | Palermo | Stadio Carlo Angelo Luzi\| Arbitro: \| Lambertini (Bologna) \| |
| Arbitro:                                              | Lambertini (Bologna) |               |         |                                                                |

| Arbitro: | P.S. Mazzoleni (Bergamo) |

|                 |           |  |
| Frau 65’ (rig.) | Marcatori |  |

| Arbitro: | Belloli (Bergamo) |

|                          |           |                 |
| Di Nicola 26’ Fresta 34’ | Marcatori | 64’ Mastrolilli |

| Arbitro: | Lombardi (Lanciano) |

|                                      |           |                |
| Elia 44’ (rig.), 58’ Mastrolilli 50’ | Marcatori | 65’ La Vaccara |

| Avellino 12 marzo 2000, ore 15:00 26ª giornata | Avellino                  | 0 – 0 referto | Palermo | Stadio Partenio (1.193 spett.)\| Arbitro: \| Dondarini (Finale Emilia) \| |
| Arbitro:                                       | Dondarini (Finale Emilia) |               |         |                                                                           |

| Arbitro: | Palmieri (Cosenza) |

|                             |           |  |
| Illario 25’ Elia 38’ (rig.) | Marcatori |  |

| Arbitro: | S. Ayroldi (Molfetta) |

|              |           |  |
| Fabbrini 59’ | Marcatori |  |

| Palermo 9 aprile 2000, ore 16:00 29ª giornata | Palermo            | 0 – 0 referto | Castel di Sangro | Stadio La Favorita\| Arbitro: \| Niccolai (Livorno) \| |
| Arbitro:                                      | Niccolai (Livorno) |               |                  |                                                        |

| Catania 17 aprile 2000, ore 20:30 30ª giornata | Catania                   | 0 – 0 referto | Palermo | Stadio Cibali (15.000 spett.)\| Arbitro: \| Dondarini (Finale Emilia) \| |
| Arbitro:                                       | Dondarini (Finale Emilia) |               |         |                                                                          |

| Ancona 22 aprile 2000, ore 16:00 31ª giornata                                             | Ancona    | 2 – 2 referto                  | Palermo | Stadio Del Conero |
| \| \| \| \| \| Albino 45’ U. Marino 62’ \| Marcatori \| 28’ (rig.) Elia 70’ Bombardini \| |           |                                |         |                   |
|                                                                                           |           |                                |         |                   |
| Albino 45’ U. Marino 62’                                                                  | Marcatori | 28’ (rig.) Elia 70’ Bombardini |         |                   |

| Arbitro: | Palmieri (Cosenza) |

|                 |           |  |
| Elia 39’ (rig.) | Marcatori |  |

| Arbitro: | Ioseffi (Siena) |

|              |           |  |
| Pilleddu 27’ | Marcatori |  |

| Arbitro: | Cruciani (Pesaro) |

|                                            |           |  |
| Lugnan 6’ Martusciello 71’ Mastrolilli 75’ | Marcatori |  |

### Coppa Italia
| Arbitro: | Nucini (Bergamo) |

|                           |           |                                        |
| Lorenzini 85’, 88’ (rig.) | Marcatori | 20’ Campolonghi 50’ Pancu 62’ Tresoldi |

| Arbitro: | Bonfrisco (Monza) |

|                                                |           |               |
| Doriva 22’ Flachi 45’, 49’ Palmieri 76’ (rig.) | Marcatori | 79’ Lorenzini |

| Arbitro: | De Santis (Tivoli) |

|                                     |           |                              |
| Ghirardello 35’ (rig.) Nocerino 40’ | Marcatori | 27’ Lorenzini 48’ Bombardini |

| Arbitro: | Pirrone (Messina) |

|                                        |           |                |
| Montalbano 5’ Lorenzini 31’ Lugnan 44’ | Marcatori | 85’ Kanyengele |

| Arbitro: | Saccani (Mantova) |

|            |           |            |
| Cevoli 35’ | Marcatori | 2’ Ignoffo |

| Arbitro: | Pellegrino (Barcellona Pozzo di Gotto) |

|             |           |                                    |
| Barraco 67’ | Marcatori | 30’ Pesaresi 59’ Flachi 79’ Vasari |

### Coppa Italia Serie C
| Arbitro: | Esposito (Trapani) |

|                       |           |              |
| Lugnan 2’ Furiani 85’ | Marcatori | 7’ 82’ Manca |

| Catania 27 ottobre 1999, ore 15:30 Sedicesimi di finale - Ritorno | Catania            | 0 – 0 referto | Palermo | Stadio Cibali (8.000 spett.)\| Arbitro: \| Palmieri (Cosenza) \| |
| Arbitro:                                                          | Palmieri (Cosenza) |               |         |                                                                  |

## Statistiche

### Statistiche di squadra
| Competizione         | Punti | In casa | In casa | In casa | In casa | In casa | In casa | In trasferta | In trasferta | In trasferta | In trasferta | In trasferta | In trasferta | Totale | Totale | Totale | Totale | Totale | Totale | DR |
| Competizione         | Punti | G       | V       | N       | P       | Gf      | Gs      | G            | V            | N            | P            | Gf           | Gs           | G      | V      | N      | P      | Gf     | Gs     | DR |
| -------------------- | ----- | ------- | ------- | ------- | ------- | ------- | ------- | ------------ | ------------ | ------------ | ------------ | ------------ | ------------ | ------ | ------ | ------ | ------ | ------ | ------ | -- |
| Serie C1             | 52    | 17      | 9       | 6       | 2       | 20      | 7       | 17           | 4            | 7            | 6            | 10           | 16           | 34     | 13     | 13     | 8      | 30     | 23     | +7 |
| Coppa Italia         |       | 3       | 1       | 0       | 2       | 6       | 7       | 3            | 0            | 2            | 1            | 4            | 7            | 6      | 1      | 2      | 3      | 10     | 14     | -4 |
| Coppa Italia Serie C |       | 1       | 0       | 1       | 0       | 2       | 2       | 1            | 0            | 1            | 0            | 0            | 0            | 2      | 0      | 2      | 0      | 2      | 2      | 0  |
| Totale               |       | 21      | 10      | 7       | 4       | 28      | 16      | 21           | 4            | 10           | 7            | 14           | 23           | 42     | 14     | 17     | 11     | 42     | 39     | +3 |